# Quitzdorf am See
Quitzdorf am See (hornolužickosrbsky Kwětanecy při jězoru) je obec v Horní Lužici v německé spolkové zemi Sasko. Nachází se v zemském okrese Zhořelec a má přibližně 1 200 obyvatel.

## Poloha s dopravní spojení
Obec se nachází zhruba uprostřed zhořeleckého okresu, sousedí s městem Niesky. V části Peteshain je nádraží tratě Horka-Falkenberg. Jižně od obce prochází dálnice A4, západně silnice 156 a východně silnice 115.

## Části obce
- Horscha (hornolužickosrbsky Hóršow[3])
- Kollm (hornolužickosrbsky Chołm[4])
- Petershain (hornolužickosrbsky Hóznica[3])
- Sproitz (hornolužickosrbsky Sprjojcy[4])
- Steinölza (hornolužickosrbsky Kamjentna Wólšinka[4])

## Dějiny
První zmínka pochází o části Kollm, která je jako vesnice zmíněna pod jménem dorffe zu Kollme poprvé v roce 1346. Jméno je slovanského původu a má význam ves na kopci (chlumu). Z roku 1390 je první zmínka o Petershainu a z roku 1399 o Sproitzu (pod jménem Sprewicz. První zmínka o části Steinölza je o více než sto let mladší, z roku 1528 (část je zmíněna pod jménem Stein Öllß).
Dne 1. března 1994 vznikla obce pod jménem Quitzdorf am See spojením Kollmu a Sproitzu (který již zahrnoval Steinölzu), jméno bylo zvoleno na památku zaniklé obce Quitzdorf (hornolužickosrbsky Kwětanecy). Dne 1. října 1995 se připojila obec Petershain se svojí osadou Horscha.